# Oblężenie Mafeking
Oblężenie Mafeking – oblężenie, które miało miejsce od 13 października 1899 do 17 maja 1900 podczas II wojny burskiej. Była to przełomowa bitwa tej wojny, zakończona zwycięstwem Brytyjczyków, którzy zahamowali ofensywę Burów. Uczyniła z dowodzącego obroną Roberta Baden-Powella brytyjskiego bohatera narodowego.

## Oblężenie

### Przygotowanie i początek oblężenia
Prace nad budową fortyfikacji wokół miasta zaczęły się 19 września, długość okopów wynosiła ok. 10 km. Prezydent Transwalu Paul Kruger wypowiedział wojnę koronie brytyjskiej 12 października 1899. Po rozkazach generała Pietera Arnoldusa Cronjé linie telegraficzne i kolejowe do Mefekingu zostały odcięte jeszcze tego samego dnia, a oblężenie zaczęło się dzień później. Miasto zostało zbombardowane 16 października, po tym jak Brytyjscy dowódcy odrzucili propozycję kapitulacji.